# Atletica leggera ai Giochi della XXIV Olimpiade - Salto in alto femminile

Video della Finale

Il salto in alto ha fatto parte del programma femminile di atletica leggera ai Giochi della XXIV Olimpiade. La competizione si è svolta nei giorni 29-30 settembre 1988 allo Stadio olimpico di Seul.

## Presenze ed assenze delle campionesse in carica
| Competizione        | Atleta             | Prestazione | Seul 1988 |
| ------------------- | ------------------ | ----------- | --------- |
| Olimpiadi 1984      | Ulrike Meyfarth    | 2,02 m      | Rit. 1984 |
| Commonwealth 1986   | Christine Stanton  | 1,92 m      | Presente  |
| Goodwill Games 1986 | Stefka Kostadinova | 2,03 m      | Presente  |
| Europei 1986        | Stefka Kostadinova | 2,00 m      | Presente  |
| Asiatici 1986       | Megumi Sato        | 1,89 m =    | Presente  |
| Panamericani 1987   | Coleen Sommer      | 1,96 m      | Presente  |
| Mondiali 1987       | Stefka Kostadinova | 2,09 m      | Presente  |

## La gara
Complessivamente 12 sono state le atlete ad ottenere la misura richiesta, preannunciando una finale con elevati contenuti tecnici.

La gara si decide ad una quota che vale il nuovo primato olimpico: 2,03. Sono rimaste in due: la primatista mondiale Stefka Kostadinova e l'americana Louise Ritter. Entrambe hanno superato le misure precedenti sempre alla prima prova. Questa volta sbagliano la misura tre volte. Per assegnare il titolo si deve ricorrere allo spareggio poiché le due atlete hanno lo stesso numero di errori e di salti. La bulgara sbaglia anche il quarto salto, mentre la Ritter non tocca l'asticella, aggiudicandosi l'oro.

## Risultati

### Turni eliminatori
| 2Gruppi | 29 settembre | 27 iscritte    | Si qualificano alla finale chi supera 1,92 m (Q) o si trova almeno tra le prime 12 classificate (q). |
| Finale  | 30 settembre | 12 concorrenti | |

## Qualificazioni
Giovedì 29 settembre 1988.
| Pos. | Atleta             | Nazione          | Salti | Salti | Salti | Salti | Salti | Salti | Salti | Misura | Note |
| Pos. | Atleta             | Nazione          | 1,70  | 1,75  | 1,80  | 1,84  | 1,87  | 1,90  | 1,92  | Misura | Note |
| ---- | ------------------ | ---------------- | ----- | ----- | ----- | ----- | ----- | ----- | ----- | ------ | ---- |
| 1    | Hee-Sun Kim        | Corea del Sud    | –     | O     | O     | O     | O     | O     | O     | 1,92 m | Q    |
| 2    | Ol'ga Turčak       | Unione Sovietica | –     | –     | O     | O     | O     | XO    | O     | 1,92 m | Q    |
| 3    | Janet Boyle        | Gran Bretagna    | –     | O     | O     | O     | XO    | O     | O     | 1,92 m | , Q  |
| 4    | Maryse Ewanje-Epee | Francia          | –     | O     | O     | XO    | XO    | XO    | O     | 1,92 m | Q    |
| 5    | Stefka Kostadinova | Bulgaria         | –     | –     | O     | O     | –     | O     | XO    | 1,92 m | Q    |
| 6    | Heike Redetzky     | Germania Ovest   | –     | –     | O     | –     | O     | O     | XXX   | 1,90 m |      |
| 7    | Vanessa Browne     | Australia        | –     | O     | O     | XO    | XXO   | XO    | XXX   | 1,90 m |      |
| 8    | Ling In            | Cina             | –     | O     | O     | O     | O     | XXO   | XXX   | 1,90 m |      |
| 9    | Patricia King      | Stati Uniti      | –     | O     | O     | O     | XXX   |       |       | 1,84 m |      |
| 10   | Christina Fink     | Messico          | –     | O     | O     | XXO   | XXX   |       |       | 1,84 m |      |
| 11   | Biljana Petrovic   | Jugoslavia       | O     | XO    | O     | XXX   |       |       |       | 1,80 m |      |
| 12   | Lucienne N'Da      | Costa d'Avorio   | O     | XXO   | XXX   |       |       |       |       | 1,75 m |      |

| Pos. | Atleta            | Nazione          | Salti | Salti | Salti | Salti | Salti | Salti | Salti | Misura | Note                          |
| Pos. | Atleta            | Nazione          | 1,70  | 1,75  | 1,80  | 1,84  | 1,87  | 1,90  | 1,92  | Misura | Note                          |
| ---- | ----------------- | ---------------- | ----- | ----- | ----- | ----- | ----- | ----- | ----- | ------ | ----------------------------- |
| 1    | Megumi Sato       | Giappone         | –     | –     | O     | O     | O     | O     | O     | 1,92 m | Q                             |
| 2    | Tamara Bykova     | Unione Sovietica | O     | O     | O     | O     | O     | O     | O     | 1,92 m | Q                             |
| 3    | Galina Astafei    | Romania          | –     | O     | O     | XO    | O     | O     | O     | 1,92 m | Q                             |
| 4    | Lyudmila Andonova | Bulgaria         | –     | –     | O     | O     | O     | O     | XO    | 1,92 m | Q                             |
| 5    | Diana Davies      | Gran Bretagna    | –     | –     | O     | O     | O     | O     | XO    | 1,92 m | Q                             |
| 6    | Louise Ritter     | Stati Uniti      | –     | –     | –     | O     | XO    | O     | XXO   | 1,92 m | Q                             |
| 7    | Christine Stanton | Australia        | –     | –     | XO    | O     | O     | O     | XXO   | 1,92 m | Q                             |
| 8    | Jo Jennings       | Gran Bretagna    | –     | O     | O     | XO    | XO    | XXO   | XXX   | 1,90 m | Miglior prestazione personale |
| 9    | Liodmila Avdeenko | Unione Sovietica | –     | –     | O     | O     | O     | XXX   |       | 1,87 m |                               |
| 10   | Coleen Sommer     | Stati Uniti      | –     | –     | O     | O     | XO    | XXX   |       | 1,87 m |                               |
| 11   | Madely Beaugendre | Francia          | –     | O     | XO    | O     | XXX   |       |       | 1,84 m |                               |
| 12   | Chun-Yueh Su      | Taipei cinese    | O     | O     | XO    | XXX   |       |       |       | 1,80 m |                               |

## Finale
| Record mondiale      | Stefka Kostadinova | 2,09 m | Roma        | 30 agosto 1987   |
| Record olimpico      | Ulrike Meyfarth    | 2,02 m | Los Angeles | 10 agosto 1984   |
| Capolista stagionale | Stefka Kostadinova | 2,07 m | Sofia       | 3 settembre 1988 |

Venerdì 30 settembre 1988, Stadio olimpico di Seul.
| Pos | Atleta             | Nazione          | Salti | Salti | Salti | Salti | Salti | Salti | Salti | Salti | Salti | Misura | Note            |
| Pos | Atleta             | Nazione          | 1,75  | 1,80  | 1,85  | 1,90  | 1,93  | 1,96  | 1,99  | 2,01  | 2,03  | Misura | Note            |
| --- | ------------------ | ---------------- | ----- | ----- | ----- | ----- | ----- | ----- | ----- | ----- | ----- | ------ | --------------- |
|     | Louise Ritter      | Stati Uniti      | –     | O     | O     | O     | O     | O     | O     | O     | XXXO  | 2,03   | Record olimpico |
|     | Stefka Kostadinova | Bulgaria         | –     | O     | O     | O     | O     | O     | O     | O     | XXXX  | 2,01   |                 |
|     | Tamara Bykova      | Unione Sovietica | –     | O     | O     | O     | O     | XO    | XXO   | XXX   |       | 1,99   |                 |
| 4   | Ol'ga Turčak       | Unione Sovietica | –     | O     | O     | XO    | O     | O     | XXX   |       |       | 1,96   |                 |
| 5   | Galina Astafei     | Romania          | O     | O     | O     | O     | O     | XXX   |       |       |       | 1,93   |                 |
| 5   | Lyudmila Andonova  | Bulgaria         | –     | O     | O     | O     | O     | XXX   |       |       |       | 1,93   |                 |
| 7   | Christine Stanton  | Australia        | –     | O     | O     | O     | XO    | XXX   |       |       |       | 1,93   |                 |
| 8   | Diana Davies       | Gran Bretagna    | –     | O     | O     | O     | XXX   |       |       |       |       | 1,90   |                 |
| 8   | Hee-Sun Kim        | Corea del Sud    | –     | O     | O     | O     | XXX   |       |       |       |       | 1,90   |                 |
| 10  | Maryse Ewanje-Epee | Francia          | –     | O     | O     | XO    | XXX   |       |       |       |       | 1,90   |                 |
| 11  | Megumi Sato        | Giappone         | –     | O     | O     | XXO   | XXX   |       |       |       |       | 1,90   |                 |
| 12  | Janet Boyle        | Gran Bretagna    | –     | O     | XO    | XXO   | XXX   |       |       |       |       | 1,90   |                 |